# 에듀윌
에듀윌(Eduwill)은 인터넷 교육, 학원사업, 출판, 원격학점은행제, 멀티미디어컨텐츠 제작, 판매 등을 하는 대한민국의 종합교육기업이다.

## 연혁
- 1992년: 교육서비스 사업 시작
- 2002년: (주)가나고시넷 설립
- 2003년: 사명을 (주)가나고시넷에서 (주)에듀윌로 변경하였다.